# Orgame

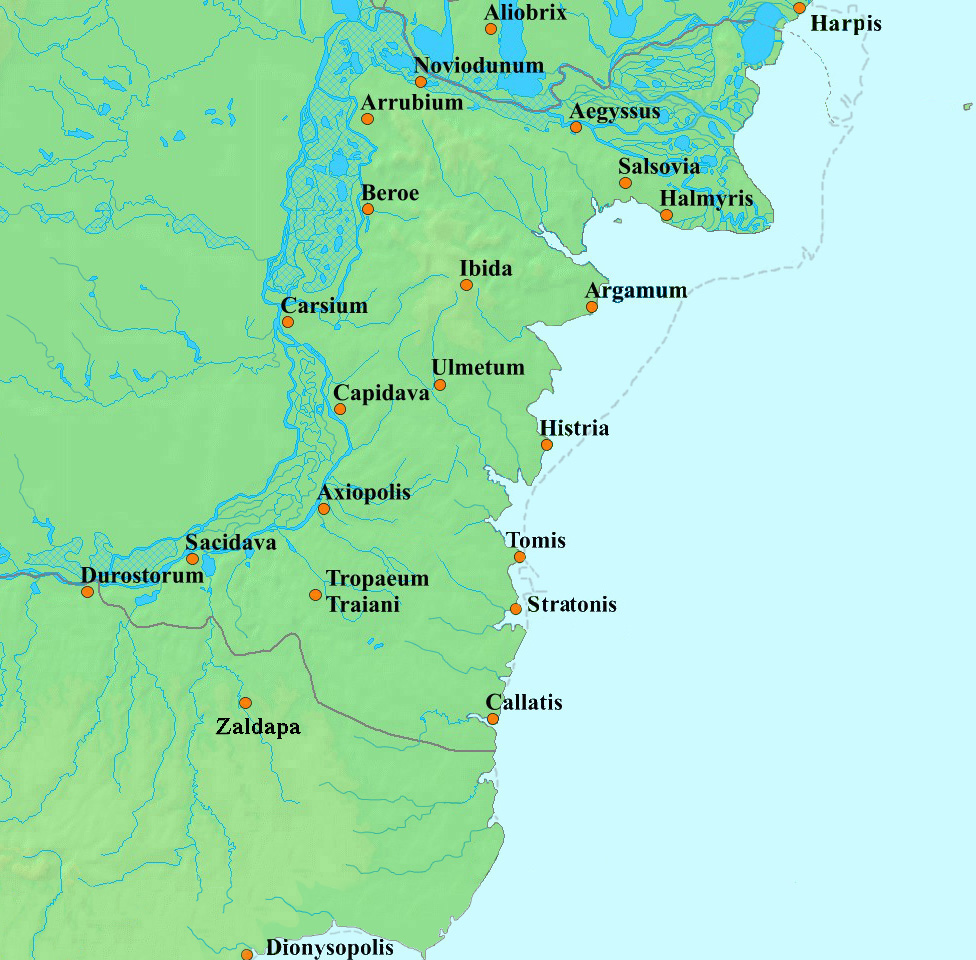
Antike Küstenstädte im heutigen Rumänien

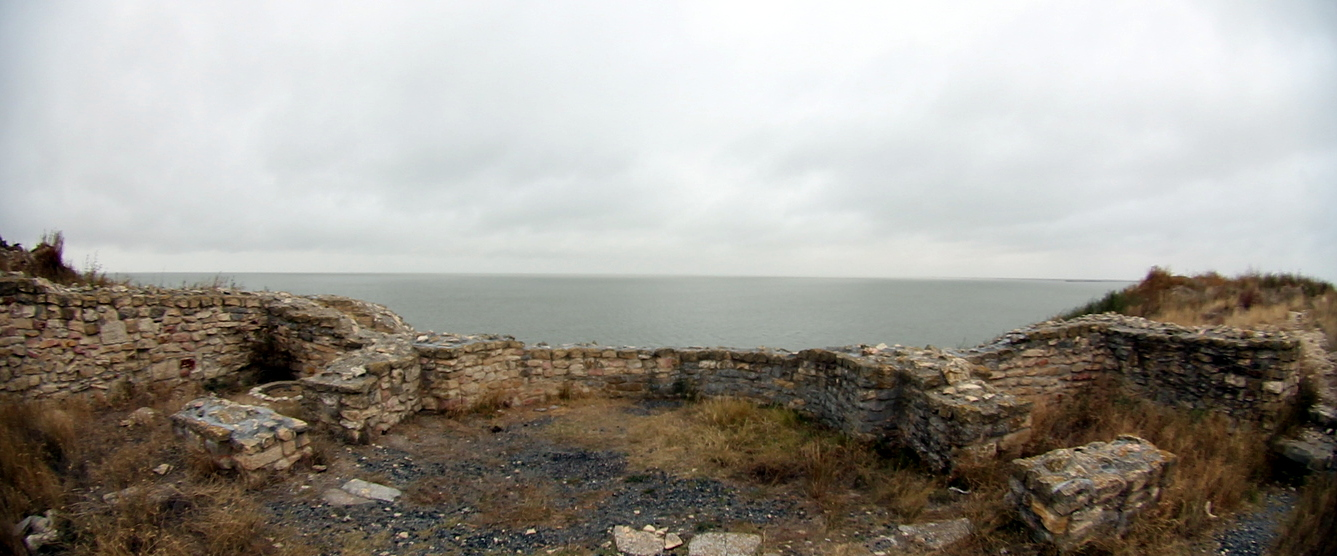
Ruinen der griechisch-römischen Stadt Orgame-Argamum, 2012

Orgame (griechisch Όργάμη; lateinisch Argamum) ist eine antike Festung in der Dobrudscha im Donaudelta auf dem Gebiet der Gemeinde Jurilovca, Kreis Tulcea, Rumänien.
Orgame wird im späten sechsten Jahrhundert v. Chr. von Hekataios von Milet als Tochterstadt von Histria erwähnt. Der Name Argamum begegnet auf einer Inschrift um 100 n. Chr. Ausgrabungen begannen in den Jahren 1926 bis 1932 und wurden 1965 wieder aufgenommen. Sie bestätigten die Existenz einer griechischen Siedlung, chronologisch analog zu Histria.
Sechs Kilometer vom vorwiegend von Lipowanern bewohnten Fischerdorf Jurilovca auf dem hohen und steilen Ufer des Razim-Sees liegen die teilweise freigelegten und restaurierten Ruinen der griechisch-römischen Festung Argamum. Heute sind ein Stadttor, eine Festungsmauer, Straßen, frühchristliche Basiliken und Erdwälle zu sehen.